# むらさきゆきや
むらさき ゆきやは、日本のライトノベル作家。東京都千代田区在住。
2009年4月1日に『幽霊なんか見えない』で第1回GA文庫大賞（ソフトバンククリエイティブ主催）奨励賞を受賞。『ゆうれいなんか見えない!』に改題した同作を2010年4月15日に出版し、小説家としてのデビューを果たした。
『ログ・ホライズンTRPG リプレイ』のセッションにプレイヤーとして参加している。
2018年発売のアダルトゲーム『カスタムオーダーメイド3D2』でゲームシナリオライターとしてのデビューを果たした。
また、『異世界魔王と召喚少女の奴隷魔術』（講談社ラノベ文庫）がテレビアニメ化された。

## 作品リスト

### 小説

#### オリジナル
- ゆうれいなんか見えない!（GA文庫、イラスト：むにゅう・しゅがーピコラ） 2010年4月〜2013年11月 全7巻
- 覇剣の皇姫アルティーナ（ファミ通文庫、イラスト：himesuz） 2012年10月〜2018年9月 全14巻［刊行中］
- 銀弾の銃剣姫（MF文庫J、イラスト：鶴崎貴大） 2013年6月〜2014年8月 全4巻
- 浮遊学園のアリス&シャーリー（オーバーラップ文庫、イラスト：しらび） 2013年5月〜2014年9月 全4巻
- resire 〜繰りかえされる願い〜（ぽにきゃんBOOKS、イラスト：きのしたすみえ、編集：サテライト） 2013年12月
- 小悪魔どもが俺の部屋を溜まり場にしている（一迅社文庫、イラスト：きみづか葵） 2014年9月 全2巻
- 放浪勇者は金貨と踊る（富士見ファンタジア文庫、イラスト：藤ちょこ） 2015年2月〜2015年8月 全2巻
- 異世界魔王と召喚少女の奴隷魔術（講談社ラノベ文庫、イラスト：鶴崎貴大） 2014年12月〜2021年6月 既刊14巻［刊行中］
- 放課後のゲームフレンド、君のいた季節（MF文庫J、イラスト：白身魚） 2015年7月 1巻完結
- 異世界チート戦争（オーバーラップノベルス、イラスト：藤ちょこ） 2015年9月 未完
- 14歳とイラストレーター（MF文庫J、イラスト・企画：溝口ケージ） 2016年11月〜2020年3月 既刊8巻［刊行中］
- 推しの清楚アイドルが実は隣のナメガキで俺の嫁（講談社ラノベ文庫、共著：春日秋人、イラスト：かにビーム、キャラクター原案・漫画：さいたま） 2022年9月〜2024年2月 既刊2巻［刊行中］

#### ノベライズ
- 英雄伝説 零の軌跡 午後の紅茶にお砂糖を（ファルコムBOOKS、イラスト：窪茶）
- 英雄伝説 碧の軌跡 いつか貴方とお茶会を（ファルコムBOOKS、イラスト：窪茶）
- 艦隊これくしょん -艦これ- 瑞の海、鳳の空（角川スニーカー文庫、イラスト：有河サトル）全3巻
- 千年戦争アイギス 白の帝国編（ファミ通文庫、イラスト：七原冬雪）全4巻

### 漫画
- 駒ひびき（月刊ドラゴンエイジ連載、共同原作：さがら総、作画：水鳥なや、監修：高橋道雄）
- ストレスゲーム（タテスクコミック連載、構成：桑谷龍、作画：牛尾カウ）

### ゲーム
- ネコぱらvol.4 ネコとパティシェのノエル（NEKO WORKs発売、シナリオライターとして参加）[4]
- 神様のような君へ（エンターグラム発売、シナリオライターとして参加）。ツクヨミ、玲音担当）[5][6]

### アダルトゲーム
- カスタムオーダーメイド3D2（Kiss発売、シナリオライターとして参加）[7]
- 神様のような君へ（CUBE発売、シナリオライターとして参加。ツクヨミ、玲音担当）[8][9]
- ネコぱらvol.4 ネコとパティシェのノエル（NEKO WORKs発売、シナリオライターとして参加）[10]
- サメと生きる七日間（CUBE発売、シナリオ、シナリオプロデュースとして参加）[11]